# Nicarbazina
La nicarbazina és un fàrmac coccidiostàtic utilitzat per al control de les poblacions de coloms urbans. Aquesta substància es comercialitza juntament amb grans de blat de moro, recoberts a la vegada per una capa de silicona alimentària per tal d'evitar la pèrdua de nicarbacina tot i que els grans es manipulis o s'humitegin.
La nicarbazina està formada per dues molècules: 4,4'dinitrocarbanilida (DNC) i 2-hidroxi-4,6-dimetilpirimidina (HDP). En realitat es tracta d'un antiparasitari (anticoccídic) àmpliament utilitzat en pollastres de carn, i que en aus té un efecte esterilitzant només quan la ingesta és per sobre d'una dosi determinada (10 g/dia en el cas dels coloms) i de forma continuada. El mecanisme a través del qual provoca l'esterilitat és la ruptura de la membrana del rovell de l'ou, que fa que es barregi amb la clara i s'alterin les condicions necessàries per al desenvolupament viable de l'embrió. Aquest efecte és reversible, desapareix després d'una setmana sense consumir el producte tractat.